# Lepidotrigla
Genre
Lepidotrigla est un genre de poissons téléostéens de la famille des Triglidae. Ces poissons sont généralement appelés « grondins ». 

## Liste d'espèces
Selon World Register of Marine Species (8 février 2016) :
- Lepidotrigla abyssalis Jordan & Starks, 1904
- Lepidotrigla alata (Houttuyn, 1782)
- Lepidotrigla alcocki Regan, 1908
- Lepidotrigla annamarae del Cerro & Lloris, 1997
- Lepidotrigla argus Ogilby, 1910
- Lepidotrigla argyrosoma Fowler, 1938
- Lepidotrigla bentuviai Richards & Saksena, 1977
- Lepidotrigla bispinosa Steindachner, 1898
- Lepidotrigla brachyoptera Hutton, 1872
- Lepidotrigla cadmani Regan, 1915
- Lepidotrigla calodactyla Ogilby, 1910
- Lepidotrigla carolae Richards, 1968
- Lepidotrigla cavillone (Lacepède, 1801)
- Lepidotrigla deasoni Herre & Kauffman, 1952
- Lepidotrigla dieuzeidei Blanc & Hureau, 1973
- Lepidotrigla eydouxii Sauvage, 1878
- Lepidotrigla faurei Gilchrist & Thompson, 1914
- Lepidotrigla grandis Ogilby, 1910
- Lepidotrigla guentheri Hilgendorf, 1879
- Lepidotrigla hime Matsubara & Hiyama, 1932
- Lepidotrigla japonica (Bleeker, 1854)
- Lepidotrigla jimjoebob Richards, 1992
- Lepidotrigla kanagashira Kamohara, 1936
- Lepidotrigla kishinouyi Snyder, 1911
- Lepidotrigla larsoni del Cerro & Lloris, 1997
- Lepidotrigla lepidojugulata Li, 1981
- Lepidotrigla longifaciata Yatou, 1981
- Lepidotrigla longimana Li, 1981
- Lepidotrigla longipinnis Alcock, 1890
- Lepidotrigla macrobrachia Fowler, 1938
- Lepidotrigla marisinensis (Fowler, 1938)
- Lepidotrigla microptera Günther, 1873
- Lepidotrigla modesta Waite, 1899
- Lepidotrigla mulhalli MacLeay, 1884
- Lepidotrigla multispinosa Smith, 1934
- Lepidotrigla musorstom del Cerro & Lloris, 1997
- Lepidotrigla nana del Cerro & Lloris, 1997
- Lepidotrigla oglina Fowler, 1938
- Lepidotrigla omanensis Regan, 1905
- Lepidotrigla papilio (Cuvier, 1829)
- Lepidotrigla pectoralis Fowler, 1938
- Lepidotrigla pleuracanthica (Richardson, 1845)
- Lepidotrigla punctipectoralis Fowler, 1938
- Lepidotrigla robinsi Richards, 1997
- Lepidotrigla russelli del Cerro & Lloris, 1995
- Lepidotrigla sayademalha Richards, 1992
- Lepidotrigla sereti del Cerro & Lloris, 1997
- Lepidotrigla spiloptera Günther, 1880
- Lepidotrigla spinosa Gomon, 1987
- Lepidotrigla umbrosa Ogilby, 1910
- Lepidotrigla vanessa (Richardson, 1839)
- Lepidotrigla vaubani del Cerro & Lloris, 1997
- Lepidotrigla venusta Fowler, 1938

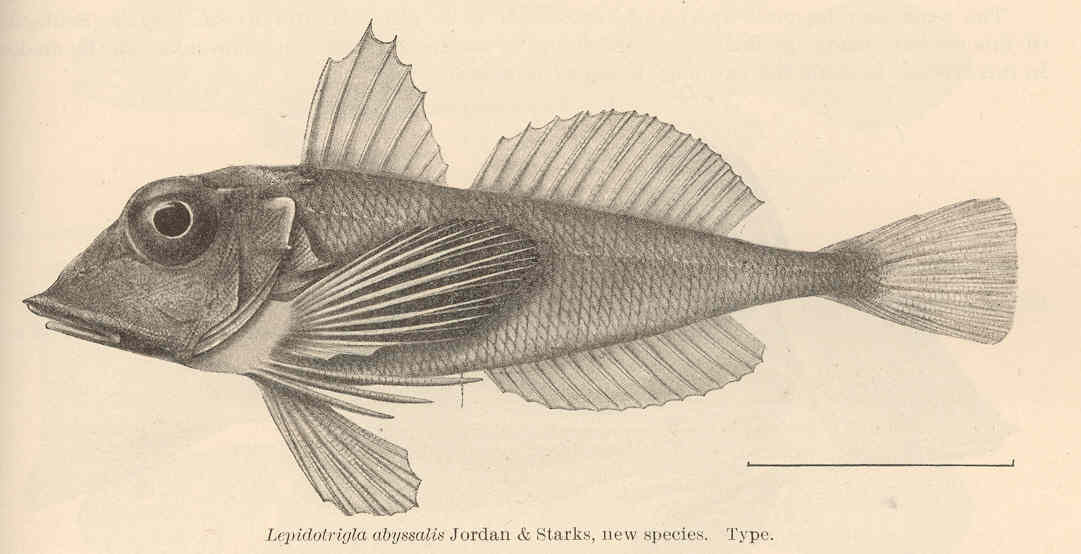
Lepidotrigia abyssalis
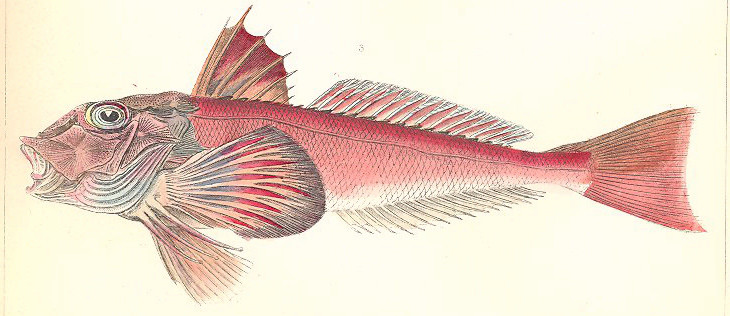
Lepidotrigla alata
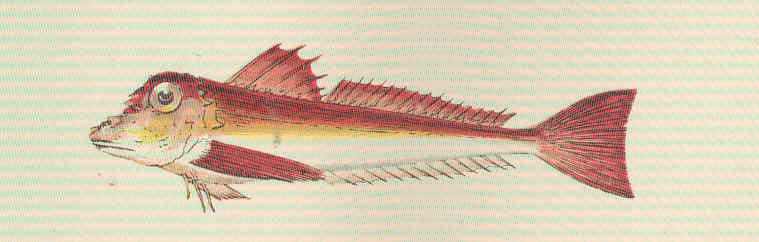
Lepidotrigla grandis
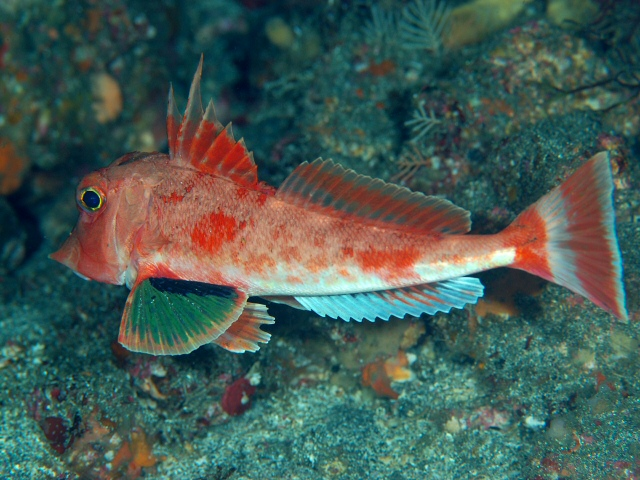
Lepidotrigla guentheri
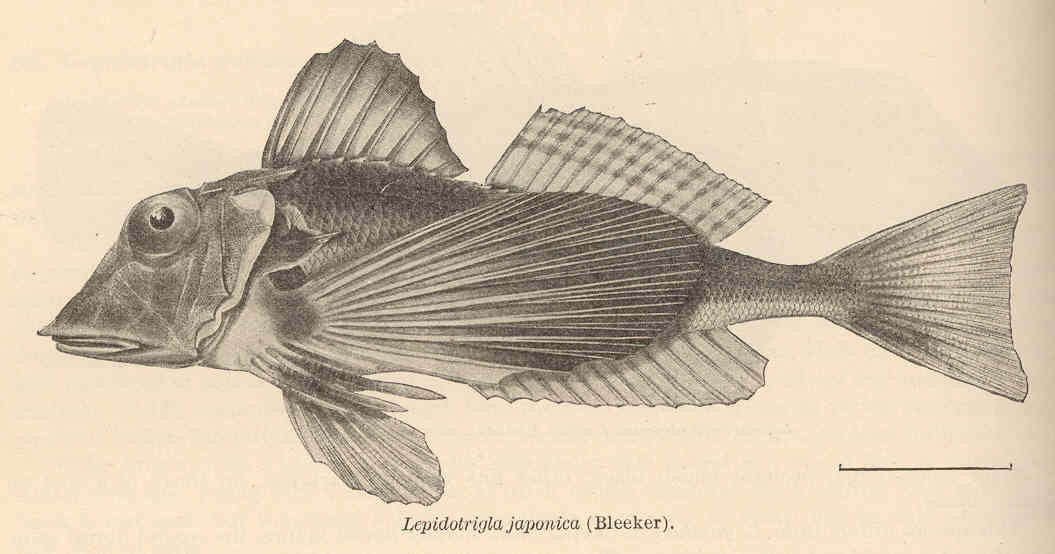
Lepidotrigia japonica
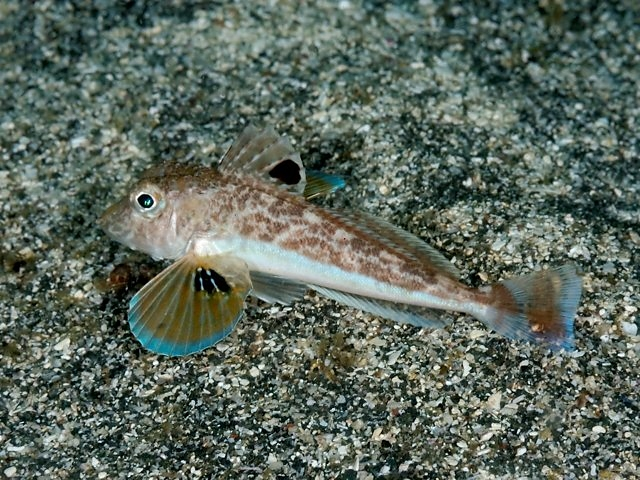
Lepidotrigla kishinouyei
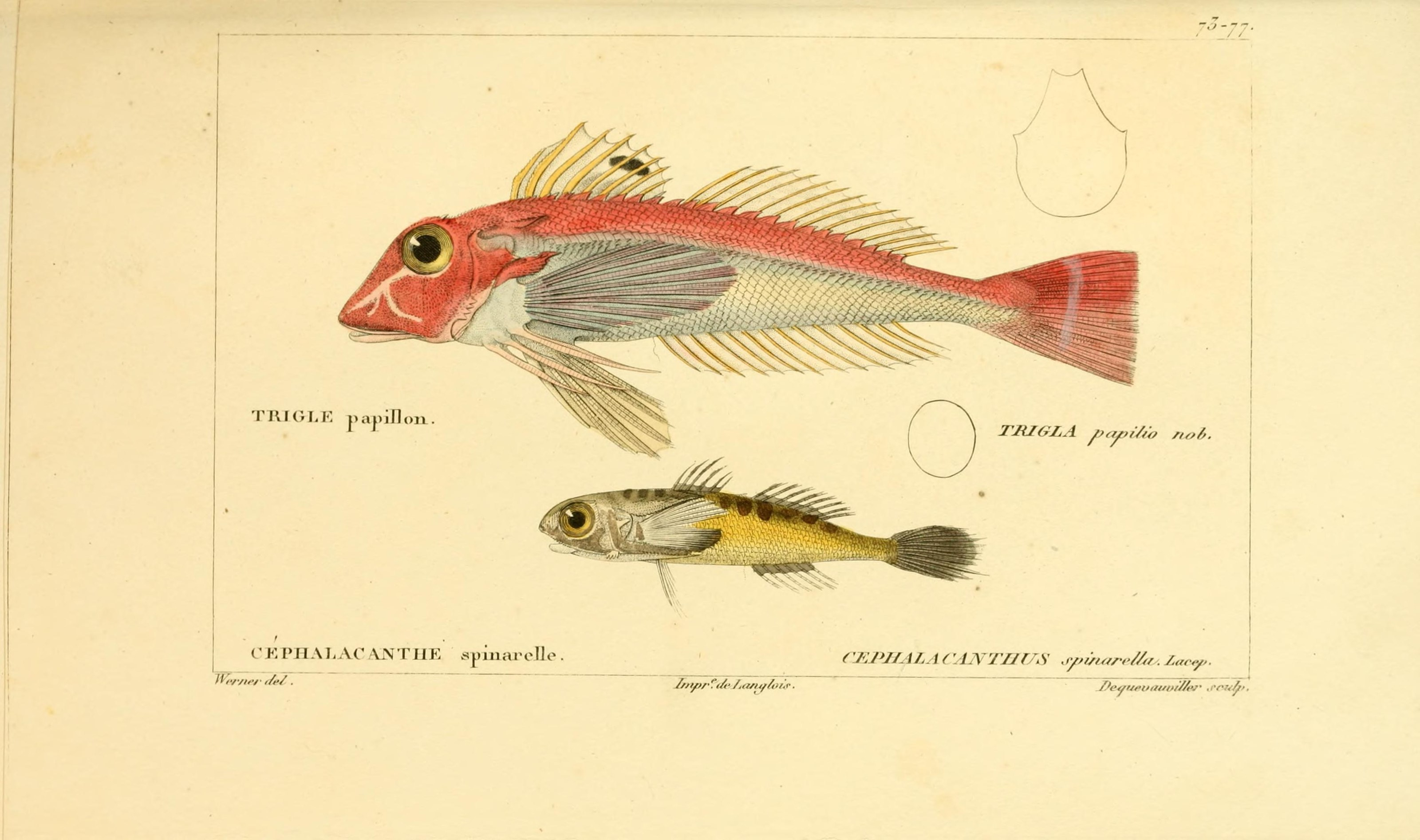
Lepidotrigla papilio
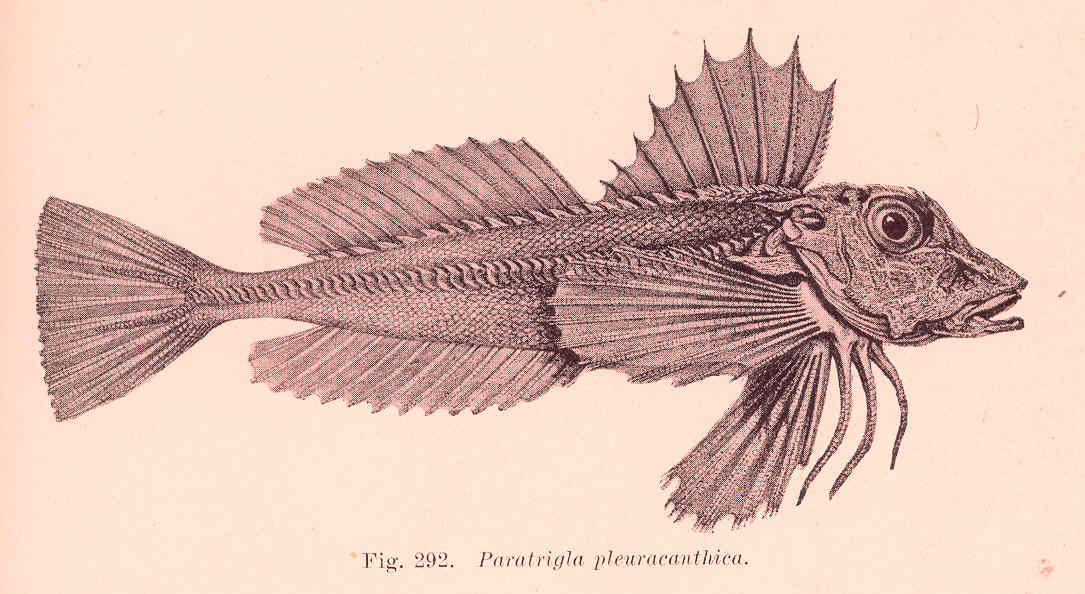
Lepidotrigla pleuracanthica
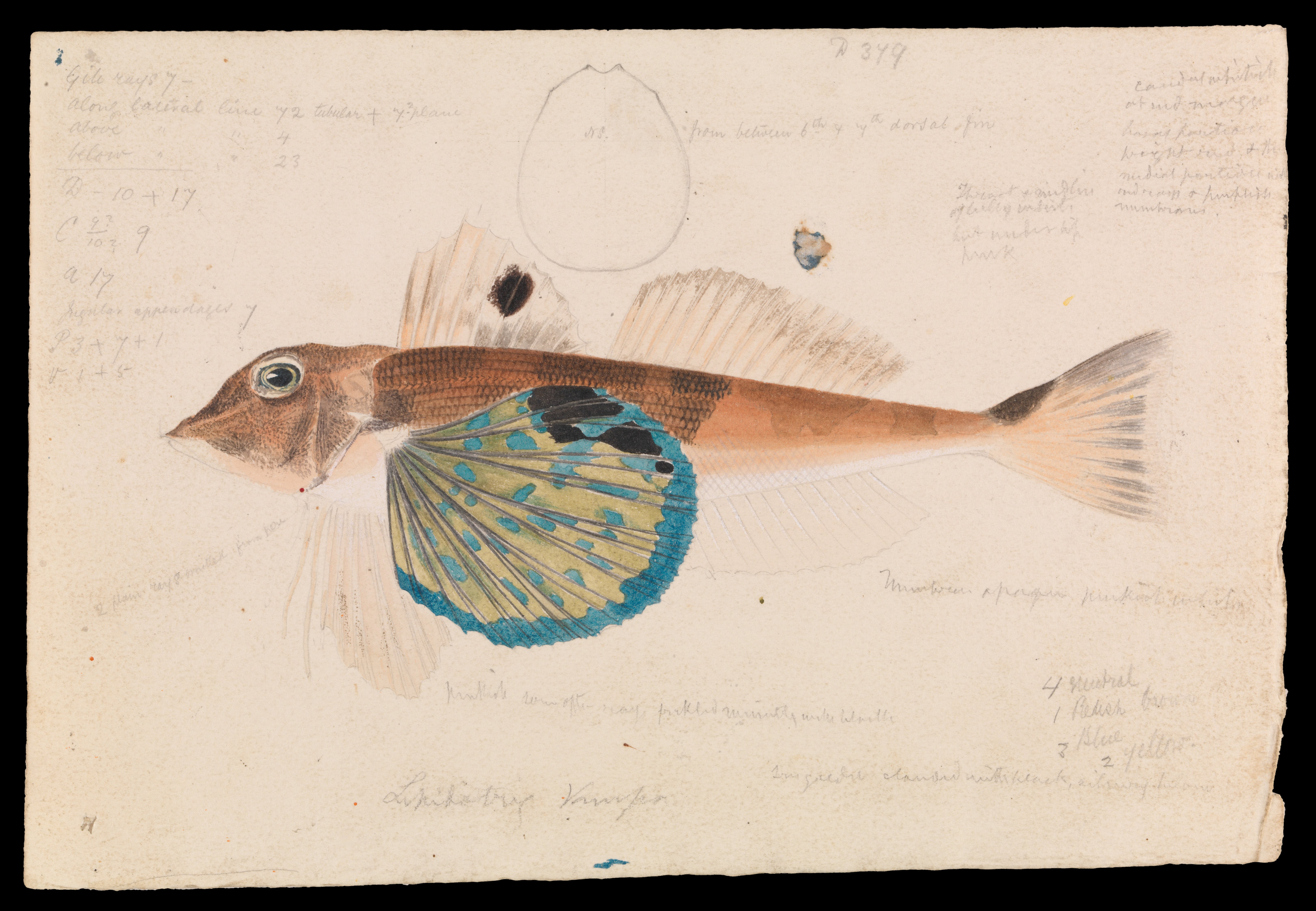
Lepidotrigla vanessa